# Macskaalkatúak
A macskaalkatúak (Feliformia) az emlősök (Mammalia) osztályában azon belül a ragadozók (Carnivora) rendjének egyik alrendje.

## Ma élő családjai

### Madagaszkári cibetmacskafélék
A madagaszkári cibetmacskafélék (Eupleridae) a ragadozók macskaalkatúak (Feliformia) alrendjének egyik családja kettő alcsaláddal, hét nemmel és tíz fajjal.
A madagaszkári cibetmacskafélék tagjait korábban a cibetmacskafélék (Viverridae) és a mongúzfélék (Herpestidae) családjaiba sorolták. A család tagjai kizárólag Madagaszkár szigetén honosak, ahol mindenféle élőhelyen előfordulnak.
Kis és közepes termetű fajok, melyek között mongúz- és cibetmacskaszerű megjelenésűek egyaránt vannak, azonban kevés közös tulajdonságuk van, molekuláris sajátságok alapján sorolják őket egy családba. Ennek megfelelően életmódjuk is igen változatos, éjszakai és nappali aktivitásúak egyaránt vannak közöttük, csakúgy, mint talajon mozgók, és elsősorban fán élők is. Elsősorban ragadozók, néhány fajuk azonban nagy mennyiségű növényi táplálékot is fogyaszt.

### Macskafélék
A macskafélék (Felidae) az emlősök osztályába, azon belül a ragadozók rendjébe tartozó család. Ausztrália (ide később az ember telepítette be őket) és Antarktika kivételével minden kontinensen és a legtöbb szigeten jelen vannak. Csodás alkalmazkodóképességük és vadásztechnikáik lehetővé tették azt, hogy minden élőhelyen kiválóan boldoguljanak, a trópusi esőerdőktől egészen a kopár sivatagokig. Megjelenésük is sokféle lehet: vannak kistermetü, fáramászó, karcsú vadászok, ugyanakkor hatalmas, erőteljes fajaik is léteznek.
A házi macskát körülbelül 10 000 éve háziasította az ember.

### Mongúzfélék
A mongúzfélék (Herpestidae) a ragadozók (Carnivora) rendjén belül a macskaalkatúak (Feliformia) alrendjének egyik családja 15 nemmel és 35 fajjal. A mongúzfélék képviselői Afrikában, Ázsiában és Dél-Európában élnek – bár mongúzok Madagaszkáron is előfordulnak, azokat ma már a madagaszkári cibetmacskafélék (Eupleridae) családjába sorolják. A sivatagoktól a trópusi esőerdőkig sokféle élőhelyet benépesítenek. Kistermetű fajok, közülük sokuknak vannak anális illatmirigyeik. Legtöbb fajuk ragadozó életmódú, különféle gerincteleneket és kistestű gerinceseket zsákmányolnak, néhány fajuk azonban elsősorban növényi részeket fogyaszt. Egyes fajaik nagyobb családi közösségekben élnek, míg mások magányosan vagy párban élnek. Többnyire erősen talajhoz kötött életmódúak, földalatti üregeiket maguk ássák, néhány fajuk azonban jól és sokszor mászik fára is, egyesek pedig kiválóan úsznak, és halakra is vadásznak.

### Hiénafélék
A hiénafélék (Hyaenidae) a ragadozók (Carnivora) rendjének egy családja; mindössze négy fajjal. Bár a macskaalkatúak (Feliformia) alrendjébe tartoznak és fejlődéstörténetileg a cibetmacskafélékkel (Viverridae), a mongúzfélékkel (Herpestidae) és a macskafélékkel (Felidae) mutatnak rokonságot, megjelenésük kifejezetten kutyaszerű: a lábuk hosszú, tompa karmaikat nem tudják visszahúzni.
Törzsük hátrafelé lejt. Nyakukon, hátukon sörény van. A hiénafélék jellemzője a nőstények ivarszerveinek a hímivarszervekhez való hasonlatossága, melynek eredményeként korábban hermafroditáknak hitték őket. Anális mirigyeik vannak, melyek váladékát területjelölésre használnak. Fogazatuk, állkapcsuk és rágóizmaik a cibethiéna (Proteles cristatus) kivételével kifejezetten erősek, ugyanis míg a cibethiéna elsősorban termeszeket fogyaszt, a többi hiénafaj nagy testű állatokat zsákmányol. Dél-Afrikától Indiáig honosak.

### Pálmacibetfélék
Az afrikai pálmacibet (Nandinia binotata) a pálmacibetfélék (Nandiniidae) családjába tartozó egyetlen faj. Korábban a cibetmacskafélék (Viverridae) családjába sorolták. Afrikában, a Szaharától délre nagyon sok felé előfordul az erdőkben.

### Tigrispetymegfélék
A tigrispetymegfélék (Prionodontidae) a ragadozók (Carnivora) rendjébe és a macskaalkatúak (Feliformia) alrendjébe tartozó család egyetlen nemmel és mindössze két fajjal. Korábban alcsaládként a cibetmacskafélék (Viverridae) családjába sorolták őket, azonban a morfológiai és genetikai vizsgálatok bebizonyították, hogy közelebbi rokonságban állnak a macskafélékkel.

### Cibetmacskafélék
A cibetmacskafélék (Viverridae) az emlősök (Mammalia) osztályába és a ragadozók (Carnivora) rendjébe tartozó család. Az Óvilág melegebb tájain élnek, legtöbb fajuk vegyes étrenden. Főleg Afrikában és Dél-Ázsiában honosak; Európában a Földközi-tenger partvidékein egy fajuk él.

## Linkek
http://www.itis.gov/
Researchgate.net